# Schronisko pod Burzyną I
Schronisko pod Burzyną I – jaskinia w polskich Pieninach. Wejście do niej znajduje się w Pieninkach, na północnym zboczu opadającym z przełęczy Burzana, pomiędzy polaną Burzana a polaną Sosnówka, poniżej Schroniska pod Burzyną II, na wysokości około 625 m n.p.m.n. Długość jaskini wynosi 7 metrów, a jej deniwelacja 2,7 metrów. Znajduje się na obszarze Pienińskiego Parku Narodowego i jest niedostępna turystycznie.

## Opis jaskini
Jaskinię stanowi niewielka sala do której prowadzi mały otwór wejściowy.

## Przyroda
W jaskini można spotkać nacieki grzybkowe. Na ścianach rosną wątrobowce.

## Historia odkryć
Jaskinia była prawdopodobnie znana od dawna. Jej pierwszy plan i opis sporządzili K. Kleszyński i W. Siarzewski w 1977 roku.